# Imitación de Cristo
La Imitación de Cristo  es un libro cristiano de devoción y ascética, escrito en forma de consejos breves cuyo objetivo —según el propio texto— es «instruir al alma en la perfección cristiana, proponiéndole como modelo al mismo Jesucristo», según la escuela de la devotio moderna. El libro también es conocido simplemente como Kempis, Contemptus mundi («menosprecio del mundo»), derivado del título del primer capítulo de la obra, o Librito de la reformación del hombre. Se considera uno de los libros cristianos más influyentes después de la Biblia y con mayor número de lectores, por lo que se trata de un clásico de la literatura mística.

## Autoría
Se publicó por primera vez de forma anónima en 1418 según algunos autores y en 1427 según otros. A lo largo de la historia su autoría se ha otorgado a diversos escritores religiosos, como Inocencio III, san Buenaventura, Enrique de Kalkar, Juan de Kempis, Walter Hilton y Juan Gerson, si bien la mayoría de los estudiosos actuales coinciden en considerar a Tomás de Kempis, miembro de la congregación de los Hermanos de la vida en común, como su autor más probable.

## Contenido
La obra está dividida en cuatro partes: «Avisos útiles para la vida espiritual», «Avisos relativos a cosas espirituales», «De la consolación interior» y «Del Santísimo Sacramento». En todos los capítulos se hace énfasis en la necesidad de vida interior y retirada del mundo exterior, así como en la importancia de la eucaristía y su devoción como centro de la vida cristiana, creencia que sería contestada por varios movimientos protestantes surgidos en la misma época.
Fray Luis de Granada, traductor a lengua romance de la Imitación de Cristo en 1536 califica la obra como:

«(...) un compañero fiel, consuelo en los trabajos, un maestro en tus dudas, un arte para orar al Señor, una regla para vivir, una confianza para morir, uno que dice de ti lo que tú mismo no alcanzas».